# Lambda García
Lambda Germán García González (Ciudad de México, 7 de enero de 1987) es un actor mexicano.

## Biografía
Lambda estudió actuación en el Centro de Estudios y Formación Actoral para Televisión (CEFAT) de TV Azteca, donde tuvo como profesores a Dora Cordero y Raúl Quintanilla; también asistió a la Broadway Dance Academy para estudiar teatro musical.
Debutó como actor en 2007, siendo parte del elenco de Se busca un hombre, telenovela de TV Azteca, interpretando a Diego Villaseñor.
A inicios de 2020, se incorporó como conductor en el programa de revista matutino Hoy.

## Filmografía

### Telenovelas
| Año       | Título                            | Personaje                                              |
| --------- | --------------------------------- | ------------------------------------------------------ |
| 2025      | Juegos de amor y poder            | Patricio Ferrer Avendaño                               |
| 2024-2025 | Papás por conveniencia            | Facundo Topete                                         |
| 2023      | Vencer la culpa                   | Leandro Govea (joven)                                  |
| 2023      | El Junior: El Mirrey de los Capos | El mismo                                               |
| 2022      | Amor dividido                     | Danilo Medina                                          |
| 2021      | Como dice el dicho                | El mismo                                               |
| 2019      | La reina soy yo                   | Carlos Cruz Martínez "Charly Flow"                     |
| 2018      | Señora Acero                      | Miguel Sandoval                                        |
| 2017-2018 | Sangre de mi tierra               | Juan José "Juanjo" Montiel                             |
| 2017      | Milagros de Navidad               | Amaro Carpio                                           |
| 2017      | Paquita la del barrio             | Antonio                                                |
| 2016      | El Chema                          | Nerio Perera                                           |
| 2016      | El señor de los cielos            | Nerio Perera                                           |
| 2014-2015 | Las Bravo                         | Fernando Sánchez Olvera                                |
| 2012-2013 | La otra cara del alma             | Marcos Figueroa                                        |
| 2011-2012 | Cielo rojo                        | Sebastián Rentería Olivier / Sebastián Bathala Olivier |
| 2009-2010 | Pasión morena                     | Gustavo Sirenio                                        |
| 2008      | Cachito de mi corazón             | William                                                |
| 2007      | Se busca un hombre                | Diego Villaseñor                                       |

### Series
| Año  | Título                 | Personaje                                |
| ---- | ---------------------- | ---------------------------------------- |
| 2021 | Relatos macabrones     | Paco                                     |
| 2012 | Notas de amor          | Ricardo                                  |
| 2009 | La vida es una canción | Lambda, Episodio: Atado a un sentimiento |

### Programas
| Año       | Título                        | Notas                 |
| --------- | ----------------------------- | --------------------- |
| 2023      | Mira quien baila: La revancha | Finalista             |
| 2023      | Los 50                        | 37.º eliminado        |
| 2023      | Mi famoso y yo                | Famoso participante   |
| 2022      | ¿Qué dicen los famosos?       | Concursante           |
| 2022      | Top Chef VIP                  | Ganador               |
| 2022      | Reto 4 elementos              | Participante invitado |
| 2021      | Las estrellas bailan en Hoy   | Ganador               |
| 2020-2021 | Hoy                           | Conductor             |
| 2015      | Si se puede                   | Concursante           |
| 2014-2015 | Hasta mañana es lunes         | Conductor             |
| 2013-2014 | HitM3                         | Conductor             |
| 2013      | México baila                  | Subcampeón            |

## Teatro
| Año  | Obra                  | Personaje           | Recinto             |
| ---- | --------------------- | ------------------- | ------------------- |
| 2016 | Chico conoce a chica  | Jorge               | Teatro Julio Prieto |
| 2012 | La caja               | David               | Teatro Renacimiento |
| 2011 | 12 princesas en pugna | Príncipe Encantador | Teatro Julio Prieto |
| 2010 | La bella durmiente    | Príncipe Felipe     | Teatro Julio Prieto |
| 2008 | Aladino               | Aladino             | Teatro Aldama       |